# Black Myth: Wukong
Black Myth: Wukong (en chino simplificado: 黑神话：悟空; en chino tradicional: 黑神話：悟空; en pinyin: Hēishénhuà: Wùkōng) es un videojuego de rol de acción, desarrollado y distribuido por Game Science. Está basado en la clásica novela china del siglo XVI Viaje al Oeste, siguiendo las aventuras del mono Sun Wukong.
Black Myth: Wukong se publicó el 20 de agosto de 2024 para las plataformas PlayStation 5 y Windows, mientras que una versión para Xbox Series X/S se publica el 17 de mayo de 2025

## Jugabilidad
Black Myth: Wukong es un juego de rol de acción, con elementos soulslike.Está basado en la clásica novela china del siglo XVI Viaje al Oeste.
El jugador controla a un mono antropomorfo como protagonista, el cual es denominado como El Predestinado y cuya misión es liberar a Sun Wukong de su prisión de piedra en el Monte Huaguo. El protagonista utiliza un bastón como arma, el cual se basa en el bastón mágico Ru Yi Bang de la novela y que puede contraerse y extenderse en combate. En el juego, se puede combatir con el bastón utilizando tres posturas diferentes: remate, empuje y golpe vertical, lo cual aporta flexibilidad en combate. Es necesaria la gestión de recursos, por ejemplo, al acumular golpes ligeros, ejecutar esquives en un momento exacto, y otras mecánicas, permiten al protagonista acumular energía. Si se acumula suficiente energía, se puede ejecutar un combo único o un golpe fuerte cargado. El jugador también debe gestionar el aguante, el cual se pierde al esprintar, esquivar y atacar.
La acumulación de maná también permite realizar hechizos, los cuales se clasifican en los siguientes tipos: misticismo, alteración, mechón y transformaciones. El protagonista puede alterar su forma en diferentes criaturas mediante las transformaciones, las cuales le otorgan nuevos movimientos y más salud. Las transformaciones tienen tiempo de espera para realizarlas varias veces seguidas, pero no consumen maná, sino voluntad, la cual se agota al atacar o si se agota la barra de vida.
Se pueden equipar espíritus, los cuales aportan al protagonista habilidades nuevas y efectos pasivos. Existen jefes yaoguai que, al derrotarles, dejan atrás su espíritu, el cual se puede guardar dentro de una calabaza para su uso posterior. Las habilidades de los espíritus funcionan de manera similar a las transformaciones, con la diferencia de que solo se pueden ejecutar una vez. Se puede acumular Qi para activar los espíritus.
El diseño de niveles del juego sigue una estructura principalmente lineal, con zonas amplias intercaladas. A lo largo de la aventura, el jugador puede encontrar santuarios de guardián, que funcionan como puntos de control y descanso para el protagonista. El mundo está plagado de diferentes yaoguai como enemigos. La dificultad del juego no se puede cambiar, pero tampoco es la misma a lo largo de una partida.

## Desarrollo

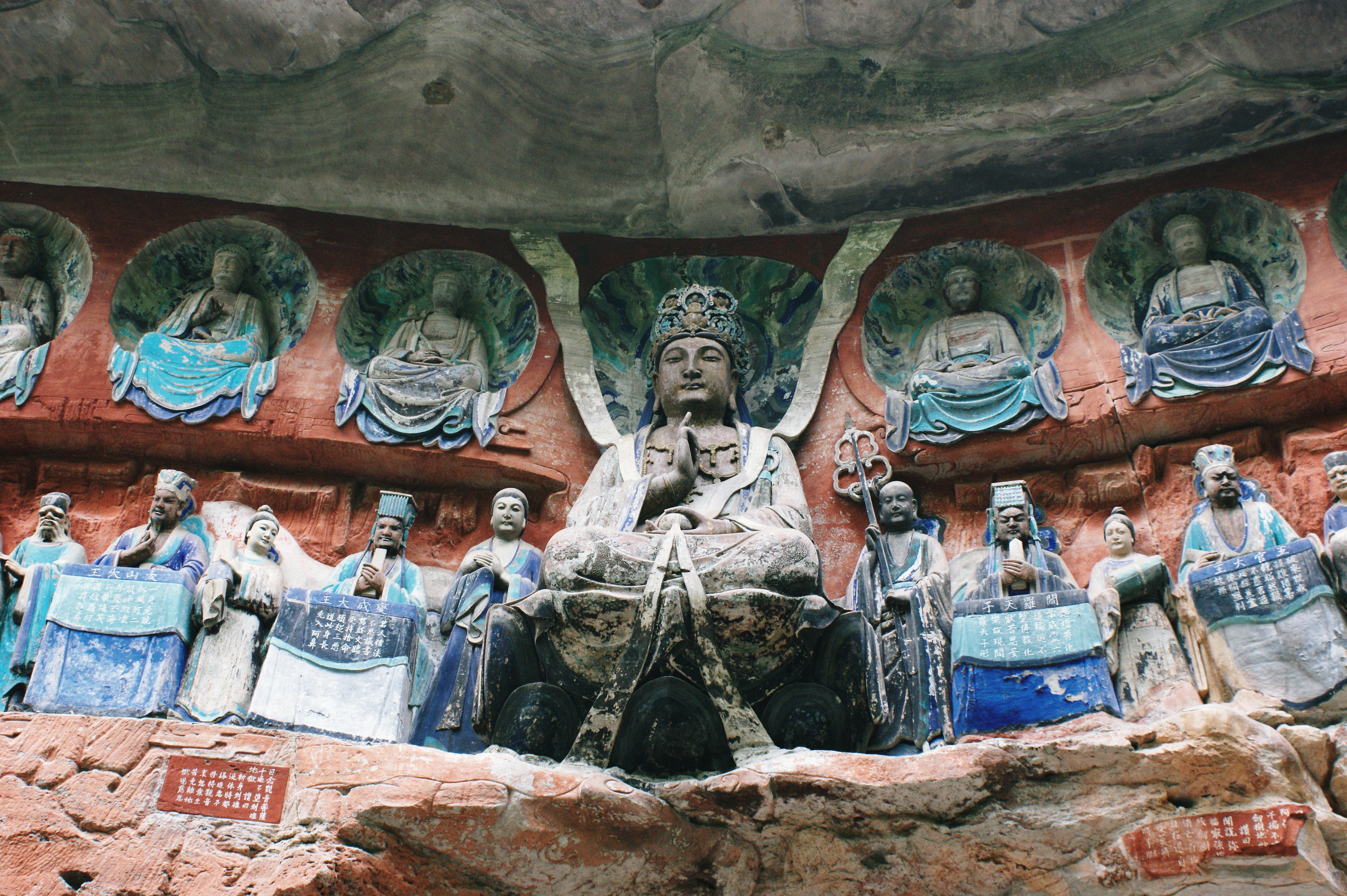
El equipo de desarrollo escaneó monumentos emblemáticos para los diseños ambientales del juego. Este es un ejemplo de las esculturas rupestres de Dazu

El 20 de agosto de 2020, Black Myth: Wukong se anunció por primera vez con un tráiler de 13 minutos, mostrando el juego en su estado de desarrollo pre-alfa. En el tráiler se mostraba al protagonista peleando contra múltiples enemigos en una localización llamada la Montaña del viento negro, en una versión del juego diseñada con el motor Unreal Engine 4. También se incluía en el tráiler, como banda sonora, la obertura de la popular serie de televisión Viaje al Oeste, de 1986, cuya autorización recibió el equipo de desarrollo. En un día, el video tuvo casi 2 millones de vistas en YouTube y 10 millones de vistas en Bilibili. En aquel entonces, Game Science era un estudio de desarrollo pequeño, por lo que publicaron el tráiler para atraer a gente al estudio para colaborar en el desarrollo del juego. Por lo tanto, el tráiler se concibió como una manera de mostrar el estado de desarrollo de la primera zona, la Montaña del viento negro, en lugar de hacer una demostración del juego completo. El equipo comenzó con siete personas, mientras que, en el momento del lanzamiento del tráiler, contaban con 30 trabajadores. En el pasado, solían reclutar nuevos trabajadores de su propia red personal, pero se dieron cuenta de que esto no era suficiente para el proyecto. La popularidad del tráiler superó significativamente sus expectativas, recibiendo más de diez mil postulantes; sin embargo, mantuvieron su plan de contratar solo entre cinco y quince personas para evitar una expansión del equipo demasiado rápida y perder su visión original.

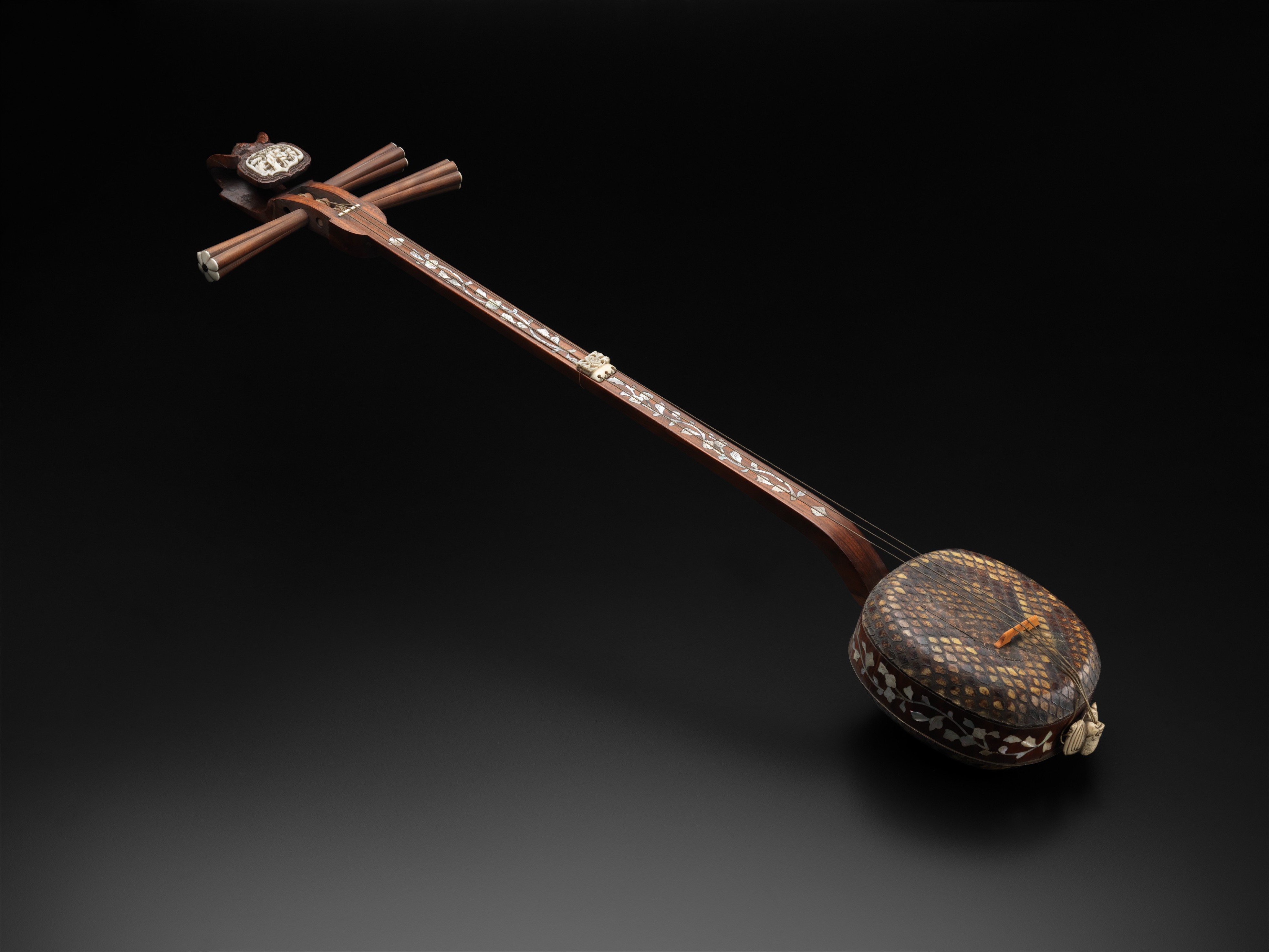
El artista Xiong Zhuying utilizó instrumentos tradicionales, tales como el sanxian para la banda sonora.

El 8 de febrero de 2021, en virtud del año del Buey, Game Science publicó un avance del juego de 3 minutos, que mostraba nuevos enemigos, jefes, áreas y hechizos del juego. En agosto del mismo año, el estudio publicó un tercer tráiler mostrando más aspectos del título y anunciando un cambio del motor gráfico a Unreal Engine 5 en su desarrollo. El estudio explicó que esta modificación ayudaría a su búsqueda de un estilo realista. Durante el diseño de los escenarios, el equipo de desarrollo estudió diferentes localizaciones personalmente, escaneando edificios y estatuas para recrearlas o utilizarlas como base del diseño del juego. El sonido, incluyendo la música y las voces, fue coproducido con la empresa 8082Audio. El juego también incluye una adaptación de la canción "Yungong Xunyin", compuesta por Xu Jingqing, de la serie de televisión Viaje al Oeste de 1986. En los créditos finales del juego figuran un total de 140 personas como parte del equipo de desarrollo.
Feng Ji, el productor del juego, ha revelado que el estudio planea crear una serie de títulos Black Myth que exploren diferentes historias de héroes legendarios de la mitología china. Durante el desarrollo, el nombre en clave de Black Myth: Wukong era B1, haciendo referencia a su papel como primera entrega de esta saga. Se están considerando algunas ideas para secuelas, pero el estudio no las ha revelado aún.
Tras entrevistar a Daniel Wu, CEO de la desarrolladora Hero Games, Bloomberg reportó que Black Myth: Wukong tuvo un presupuesto de 70 millones de dólares, siendo Daniel su principal inversor. Daniel Wu también confirmó que una expansión del juego se encuentra en desarrollo.

## Lanzamiento
Black Myth: Wukong se publicó el 20 de agosto de 2024 para las plataformas PlayStation 5 y Windows (Steam y Epic Games Store), mientras que una versión para Xbox Series X/S se encuentra planeada para más adelante.
En enero de 2023, Game Science publicó un video promocional en celebración del siguiente año del conejo, revelando la fecha de lanzamiento del juego en verano de 2024. En la gala de los Game Awards de diciembre de 2023 se reveló que la fecha de lanzamiento para el 20 de agosto de 2024. En junio de 2024, el estudio anunció que la versión para Xbox Series X/S se retrasaría por motivos de optimización para alcanzar estándares de calidad. Algunos informes sugirieron que esto podría deberse a limitaciones técnicas de Xbox Series S; mientras que otros afirmaron que el problema sería una fuga de memoria en las consolas de Xbox. IGN publicó, citando a fuentes anónimas, que el motivo del retraso no eran problemas técnicos, sino un acuerdo de exclusividad de Sony. Microsoft respondió a esto diciendo que el retraso no se debe a limitaciones de Xbox "que se nos han planteado". Geff Grubb, del medio Giant Bomb, afirmó que, tras hablar con sus fuentes, Sony no tiene un acuerdo de marketing para mantener el juego como un exclusivo.

## Recepción

### Crítica
Black Myth: Wukong recibió críticas "generalmente favorables ", tanto del público encuestado como de la crítica especializada, de acuerdo con el agregador de reseñas Metacritic, recibiendo una nota de 81/100 en su versión para PC y de 71/100 en la de PlayStation 5.
La prensa internacional alabó a Black Myth: Wukong por aspectos como la variedad de enemigos, de recursos en el combate y la sensación de aventura, así como por el trabajo de adaptación de la obra Viaje al Oeste y el folclore de la mitología china al medio del videojuego. Robert Ramsey, del medio Push Square, declaró que el juego es "un título de acción desafiante - donde te abres paso constantemente contra enemigos más complejos y letales", y que el combate "mejora por momentos" conforme se adquieren nuevas habilidades, magias y espíritus. Mitchell Saltzman, periodista de IGN, también elogió el "combate equilibrado entre la gestión cuidadosa de recursos y una jugabilidad rápida y basada en movimientos de reacción", así como la "gran variedad de enemigos y un mundo que es un espectáculo para los sentidos". Debido a sus similitudes con el subgénero soulslike, las comparaciones con Elden Ring o la serie Dark Souls fueron frecuentes. Múltiples críticas coincidieron en que, si bien Black Myth: Wukong se inspira en los juegos soulslike, tiene enfoques diferentes en combate y progresión en la jugabilidad. Se comparó positivamente con otros títulos como Bayonetta, al hablar de la acción en el combate o God of War, respecto al sistema de mejora de habilidades, armaduras y obtención de materiales para ello.
En el apartado técnico, la crítica general coincidió en elogiar los gráficos y dirección artística de Black Myth: Wukong. En relación con el rendimiento, se observaron diferencias entre sus versiones de Windows y de PlayStation 5. El día del lanzamiento, Game Science se disculpó por "problemas graves ocasionales que puedan suceder", y prometió solucionar problemas de rendimiento mediante posteriores actualizaciones. La versión de Windows presentaba ralentizaciones bruscas de compilación de sombras y cierres repentinos del juego. Por otra parte, la versión de PlayStation 5 sufría de caídas en la tasa de fotogramas por segundo (fps) al activar el modo rendimiento a 60 fps, variando entre los 40 y 60 fps, así como retrasos en el registro de inputs cuando el juego se ejecutaba a 30 fps. También se identificaron problemas en el audio y subtítulos, los cuales se silenciaban o desaparecían, o se sustituían repentinamente a chino, incluso cuando se seleccionaba la configuración en inglés. En las siguientes semanas al lanzamiento se solucionaron algunos de estos problemas mediante actualizaciones.

### Ventas
El día de lanzamiento, Black Myth: Wukong superó los 2,2 millones de jugadores simultáneos en Steam, situándose como el segundo juego en esta lista y superando a otros títulos populares como Elden Ring y Cyberpunk 2077. Esto también supuso que se posicionó como el juego de un jugador con mayor número de jugadores simultáneos de la historia de Steam. El 22 de agosto, el juego había alcanzado su máximo de 2,4 millones de jugadores simultáneos en Steam, solo superado por PUBG: Battlegrounds.
El 23 de agosto de 2024, Game Science anunció que el título había vendido 10 millones de unidades, alcanzando la cifra de 3 millones de jugadores simultáneos en todas las plataformas. Daniel Wu, CEO de Hero Games, reportó a Bloomberg de que el juego había vendido 18 millones de unidades en dos semanas. Bloomberg lo describió como "uno de los comienzos más rápidos que la industria del videojuego ha visto jamás".Sony reveló que el juego fue el más descargado para PlayStation 5 en EE. UU., Canadá, Europa y Japón en agosto de 2024.
Durante el Tokyo Game Show 2024, Ken Kutaragi, ex-CEO de Sony Interactive Entertainment, anunció que Black Myth: Wukong vendió 20 millones de unidades durante el primer mes de lanzamiento.
En la semana anterior al lanzamiento, la popularidad del juego aumentó las ventas de la consola PlayStation 5 en el mercado chino, duplicando las ventas del mismo periodo del año anterior en los portales de compra de alibaba.

### Impacto
Previamente al lanzamiento, el director de Phantom Blade Zero, Soulframe Liang, comentó que "si Black Myth: Wukong tiene éxito tanto en el mercado chino como internacional, más gente se sentiría con confianza sobre otros juegos" y que "Black Myth: Wukong es un 'punto de inflexión' para los desarrolladores chinos y sus juegos".

### Premios
El juego ganó el premio a "mejores visuales" y fue nominado al de "más épico" en la feria de videojuegos Gamescom de 2023.